# Assemblée nationale (Côte d'Ivoire)
Pour les autres articles nationaux ou selon les autres juridictions, voir Assemblée nationale.
IIe législature de la IIIe République
Palais de l'Assemblée nationale
L'Assemblée nationale est la chambre basse du Parlement de Côte d'Ivoire depuis l'instauration de la Troisième République en 2016. Auparavant, elle était l'unique chambre du Parlement durant la Première et Deuxième République. 
Elle tire son héritage de la période coloniale. Elle est instituée par la Constitution ivoirienne du 31 octobre 1960 et composée le 27 novembre 1960 avec un effectif de soixante-dix députés élus, tous ivoiriens.

## Système électoral
L'Assemblée nationale est composée de 255 sièges pourvus pour cinq ans au scrutin majoritaire à un tour, dont 169 dans des circonscriptions uninominales et 36 dans des circonscriptions de 2 à 6 sièges. Dans ces dernières, les électeurs votent au scrutin de liste majoritaire pour des listes bloquées composées d'autant de candidats que de sièges à pourvoir. Dans les deux cas, le candidat ou la liste de candidat ayant recueilli le plus de voix dans sa circonscription remporte le nombre de sièges à pourvoir.
Depuis un décret pris en novembre 2020, les partis doivent obligatoirement présenter un minimum de 30 % de femmes sur le total de leurs candidats. Le décret encourage par ailleurs les partis à en présenter davantage en assurant un financement public supplémentaire à ceux dont la part de candidates dépasse 50 %. Le quota de 30 % est cependant dépourvu de mesures coercitives, ce qui amène les partis à ne pas le respecter en l’absence d'amendes. Les premières élections tenues sous ce décret en 2021 ne voient ainsi qu'un total de 15 % de femmes candidates, aucun parti n'ayant atteint le quota.

## Évolution

### Ère du parti unique absolu
Durant cette période qui débute à la veille de l'indépendance du pays et s'achève en 1980, cinq législatures se sont succédé. La première (1959-1960) est en réalité une législature de transition. Territoire d'outre-mer, la Côte d'Ivoire était dotée d'un Conseil général élu au scrutin de liste majoritaire à deux tours avec un double collège. Ce Conseil général, devenu Assemblée territoriale est transformé en Assemblée législative sous l'empire de la Constitution du 26 mars 1959. Philippe Grégoire Yacé est élu président de cette assemblée, le 27 avril 1959. 
La deuxième législature (1960-1965) voit le jour après la proclamation de l'indépendance de la Côte d'Ivoire dans l'hémicycle même de l'Assemblée nationale, le 7 août 1960. Elle émane d'un accord intervenu, le 11 juillet 1960 à Paris, pour le transfert au gouvernement ivoirien, des compétences exercées sur le territoire par le gouvernement de la Communauté. Dans cette dynamique, le Parlement ivoirien vote, le 31 octobre 1960, une nouvelle loi constitutionnelle et moins d’un mois plus tard, le 27 novembre, soixante-dix députés, tous ivoiriens, sont élus à l'Assemblée nationale sur une liste unique. Il s'agit en fait, d'une sorte de ratification de la liste proposée par le parti unique, le Parti démocratique de Côte d'Ivoire (PDCI). Philippe Yacé est élu président de l'Assemblée nationale, le 6 décembre 1960. 
La troisième législature démarre avec les nouvelles élections qui envoient au Parlement ivoirien, le 7 novembre 1965, quatre-vingt-cinq députés. Le 22 du même mois, Philippe Yacé est réélu président de l'Assemblée nationale. Le bureau formé, le même jour, est reconduit jusqu'au 16 décembre 1970. Ce bureau se caractérise par une particulière sobriété et une remarquable stabilité. Le 29 novembre 1970, cent députés sont élus à l'Assemblée nationale et ils désignent, à nouveau, le 16 décembre suivant, Philippe Yacé pour présider l'Assemblée nationale de la quatrième législature (1970-1975). Le 16 novembre 1975, pour la cinquième législature (1975-1980), des élections législatives envoient au Parlement cent-vingt députés et, le 4 décembre, le bureau de l'Assemblée nationale est formé ; toujours présidé, mais pour la dernière fois, par Philippe Yacé.

### Ouverture démocratique
La sixième législature (1980-1985) s'inscrit dans un contexte de parti unique assoupli. La liste unique du parti à entériner par les électeurs cède la place à une véritable compétition ouverte au sein du même parti. Cette législature marque une rupture qui constate, après vingt et un ans d'exercice ininterrompu, le départ de Philippe Grégoire Yacé de la Présidence de l'Assemblée nationale et son remplacement par Henri Konan Bédié. Le bureau de l'Assemblée nationale est renouvelé, le 30 décembre 1980, mais conserve un grand nombre de membres. La même option d'ouverture est conservée pour la septième législature (1985-1990) qui accueille cent soixante-quinze députés envoyés par les électeurs à l'Assemblée nationale. Il s'agit également du deuxième mandat parlementaire de Henri Konan Bédié qui est reconduit à la tête de l'Assemblée nationale, en décembre 1985. 
À cette ouverture interne au PDCI, succède en 1990 le multipartisme et la huitième législature (1990-1995) qui constate l'entrée d'une opposition au parlement. Le nombre de députés est maintenu à cent soixante-quinze. Henri Konan Bédié est, à nouveau, reconduit à la tête de l'Assemblée nationale ivoirienne mais il doit quitter ses fonctions en cours de mandat pour assurer les charges de Président de la République, conformément à la constitution, à la mort de Félix Houphouët-Boigny. 
La neuvième législature (1995-2000) démarre en 1995. Le bureau de l'Assemblée nationale est constitué, le 9 janvier 1996 et présidé par Charles Bauza Donwahi. Cette législature n'ira pas à son terme car il y est mis fin, le 24 décembre 1999 par le coup d'État qui porte le Général Robert Guéï au pouvoir. Après le vote d'une nouvelle constitution en 2000, une nouvelle législature. Il s'agit de la première de la 2e République (2000-2005). Elle est marquée par le boycott des élections législatives par le parti du Rassemblement des républicains (RDR) dont quelques membres briguent néanmoins les suffrages des électeurs et obtiennent leur entrée au Parlement. Cette législature est également caractérisée par la diversité de représentation des sensibilités avec l'entrée de plusieurs partis politiques à l'Assemblée nationale. Cette législature est exceptionnellement longue et se poursuit en raison de la crise politico-militaire en Côte d'Ivoire qui n'a pu permettre le renouvellement de l'Assemblée nationale.

### Présidence d'Adama Bictogo
À partir d'avril 2021, le président Amadou Soumahoro est fréquemment malade et laisse Adama Bictogo assurer la présidence par intérim. À la mort de Soumahoro en mai 2022, Bictogo obtient le soutien du RHDP pour postuler à la présidence de l'Assemblée. Il est élu avec 237 voix contre 6 pour Jean-Michel Amankou. Les principaux partis de l'opposition (PDCI et Parti des peuples africains – Côte d'Ivoire (PPA-CI)) apportent leur soutien au candidat RHDP, même si le RHDP dispose de la majorité absolue. Ce soutien est présenté comme faisant partie du « processus de réconciliation »,.

## Constitution, organisation et fonctionnement

### Première et Deuxième Républiques

#### Constitution du parlement
L’Assemblée nationale en Côte d’Ivoire est constituée d'une chambre unique dont les membres, qui portent le titre de députés, sont élus pour cinq ans au suffrage universel direct. La loi fixe le nombre des membres de l'Assemblée nationale, les conditions d'éligibilité, le régime des inéligibilités, et incompatibilités, les modalités de scrutin, les conditions dans lesquelles il y a lieu d'organiser de nouvelles élections en cas de vacance de siège de députés. Le Conseil constitutionnel statue sur l'éligibilité des candidats, la régularité et la validité des élections des députés à l'Assemblée nationale.
Les pouvoirs de l'Assemblée nationale expirent à la fin de la deuxième session ordinaire de la dernière année de son mandat. Les élections ont lieu vingt jours au moins et cinquante jours au plus avant l'expiration des pouvoirs de l'Assemblée nationale. Le président de l'Assemblée nationale est élu pour la durée de la législature.
Le président de l'Assemblée nationale et le Premier vice-président sont soumis aux mêmes conditions d'éligibilité que le président de la République.

#### Organisation
L'Assemblée nationale comprend un bureau, des commissions techniques et des groupes parlementaires.
Le bureau de l'Assemblée nationale comprend un président, un premier vice-président, dix vice-présidents, douze secrétaires et trois questeurs.
Le président du parlement est élu pour toute la durée de la législature tandis que les autres membres du bureau sont renouvelés chaque année.  
Il y a six commissions permanentes, avec chacune un nombre égal de députés :
1. Commission des Affaires générales et institutionnelles (administration territoriale, décentralisation, organisation judiciaire, législation civile, administrative et pénale, lois constitutionnelles, organiques et électorales, identification, naturalisation, contrôle constitutionnel, règlement, immunités, promotion de la démocratie, droits de la personne humaine) ;
2. Commission des Affaires économiques et financières (finances, affaires économiques, plan, domaines, mines, travaux publics, transport, poste, aéronautique, agriculture, élevage, pêche, tourisme, artisanat, énergie, industrie, commerce, bonne gouvernance) ;
3. Commission des Affaires sociales et culturelles (éducation, jeunesse, sports, loisirs, santé publique, population, travail, affaires sociales, statuts, consommation, fonction publique, promotion du genre) ;
4. Commission des Relations extérieures (relations interparlementaires, coopération internationale, Affaires étrangères, conférences internationales, coopération militaire internationale) ;
5. Commission de la Sécurité et de la Défense (Défense nationale, police, immigration, protection civile, prévention des conflits internes) ;
6. Commission de la Recherche, de la Science, de la Technologie et de l’Environnement (eaux, forêts, chasse, habitat, urbanisme, monuments, sites historiques, sites touristiques, pollution, télécommunication, biotechnologie, équilibre écologique, feux et incendies des forêts, désertification, érosion marine, technologies de l'information et de la communication, communication audiovisuelle et multimédia)[10].

L'Assemblée nationale peut, selon les besoins, créer des commissions spéciales qui ont un caractère ad hoc. Chaque commission comprend, un président, un vice-président, un rapporteur général, un rapporteur général adjoint, deux secrétaires. Les députés peuvent également s'organiser par affinités politiques en groupes parlementaires. Le groupe parlementaire ne peut être reconnu comme administrativement constitué que s'il compte au moins huit membres. La possibilité de s'apparenter à un groupe sans y adhérer est offerte au député. Toutefois, aucun député ne peut appartenir à plusieurs groupes parlementaires à la fois.

#### Fonctionnement

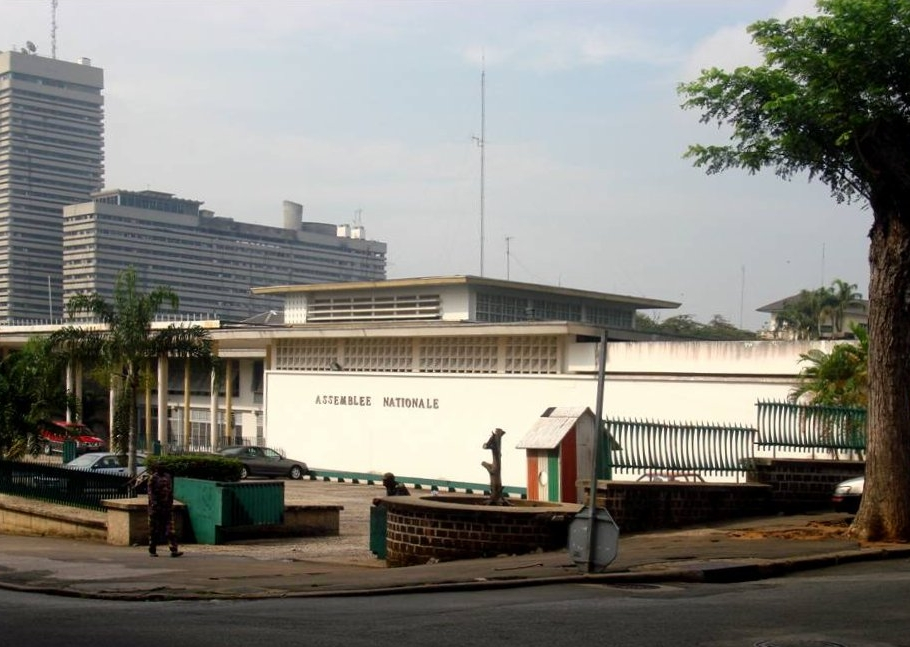
Siège de l'Assemblée nationale de Côte d'Ivoire.

Chaque année, l'Assemblée nationale se réunit de plein droit en deux sessions ordinaires dont la première s'ouvre le dernier mercredi du mois d'avril pour une durée de trois mois au maximum. La seconde session débute le premier mercredi du mois d'octobre et s’achève le troisième vendredi du mois de décembre. L'Assemblée nationale peut être convoquée en session extraordinaire par son président sur un ordre du jour déterminé, soit à la demande du président de la République, soit à celle de la majorité absolue des députés. Ces sessions sont closes dès l’épuisement de l'ordre du jour. L'Assemblée nationale peut également siéger à huis clos, en comité, à la demande du président de la République ou de 1/3 des députés. Le compte rendu intégral des travaux de l'Assemblée nationale est publié au Journal officiel des débats.
L’Assemblée nationale vote la loi et consent l'impôt selon une procédure fixe : d'abord, les projets de loi, les propositions de loi et les propositions de résolution sont inscrits et numérotés dans l'ordre de leur arrivée sur un rôle général qui mentionne également la suite qui leur a été réservée.  Les projets et propositions de loi qui ne sont pas du domaine de la loi sont déclarés irrecevables par le président de l'Assemblée nationale après avis de la conférence des présidents ou à la demande du président de la République. Seuls les textes recevables sont déposés sur le bureau de l'Assemblée nationale, annoncés en séance publique et renvoyés à l'examen de la commission compétente. Ces propositions de loi et de résolution sont transmises au gouvernement dans les quarante huit heures suivant l'annonce de leur dépôt. L'ordre du jour des travaux de l'Assemblée nationale est arrêté, après accord de la conférence des présidents, par le président de l'Assemblée nationale. 
Lors des séances de l'Assemblée nationale qui sont publiques, le président ouvre la séance, dirige les débats, donne la parole, met les questions aux voix, proclame les résultats des votes, fait observer le règlement et maintient l'ordre, suspend ou lève la séance. Pour chaque séance publique, il est établi un compte rendu intégral des débats et un procès-verbal sommaire comportant l'énoncé des affaires discutées, l’identité des intervenants, les amendements proposés et adoptés, les résultats des scrutins et les décisions prises.  Avant l'adoption d’un texte, il est procédé à une discussion générale des propositions puis, le président invite l'Assemblée nationale à passer à la discussion des articles. La discussion des textes porte successivement sur chaque article et sur les amendements qui s'y rattachent. Lorsque tous les articles sont votés, il est procédé au vote sur l'ensemble de la proposition. 
Enfin, le président de l'Assemblée nationale transmet en quatre exemplaires, au président de la République, en vue de leur promulgation et dans les quarante huit heures de leur vote, les lois votées par l'Assemblée nationale.

#### Statut du député
Chaque député est un représentant de la nation entière. Son droit de vote est personnel et à cet égard, tout mandat impératif est nul. Il peut, cependant, déléguer son vote lorsqu'il est absent pour cause de maladie, pour exécution d'un mandat ou d'une mission à lui confiée par le gouvernement ou l'Assemblée nationale ou pour remplir ses obligations militaires ou encore pour tout autre motif justifié. Pour autant, aucun député ne peut recevoir, pour un scrutin, plus d'une délégation de vote. 
Le député bénéficie aussi d’une immunité interdisant qu’il soit poursuivi, recherché, arrêté, détenu ou jugé à l'occasion des opinions ou des votes qu’il émet dans l'exercice de ses fonctions. Durant les sessions, il ne peut être poursuivi ou arrêté en matière criminelle ou correctionnelle qu'avec l'autorisation de l'Assemblée nationale sauf le cas de flagrant délit. En dehors des sessions, il ne peut être arrêté qu'avec l'autorisation du bureau de l'Assemblée nationale, sauf les cas de flagrant délit, de poursuites autorisées ou de condamnations définitives. En tous les cas, la détention ou la poursuite d'un député est suspendue si l'Assemblée nationale le requiert.

### Troisième République
Depuis l'instauration de la Troisième République, le parlement ivoirien est devenu bicaméral. L'Assemblée nationale devient donc la chambre basse du parlement. L'Assemblée nationale a une certaine primauté pour l'élaboration des lois. En cas de désaccord au Sénat, le vote retourne à l'Assemblée nationale. Lorsque le Parlement se réunit en Congrès, le président de l'Assemblée nationale devient le président du Congrès, celui du Sénat devient le vice-président.
La première législature de la Troisième République est élue aux élections législatives de 2016. En accord avec les dispositions transitoires de la nouvelle constitution de 2016, le mandat de l'assemblée élue en 2016 s'achève exceptionnellement en décembre 2020, soit au bout de quatre ans au lieu de cinq.

## Le Parlement et la crise politico-militaire en Côte d'Ivoire

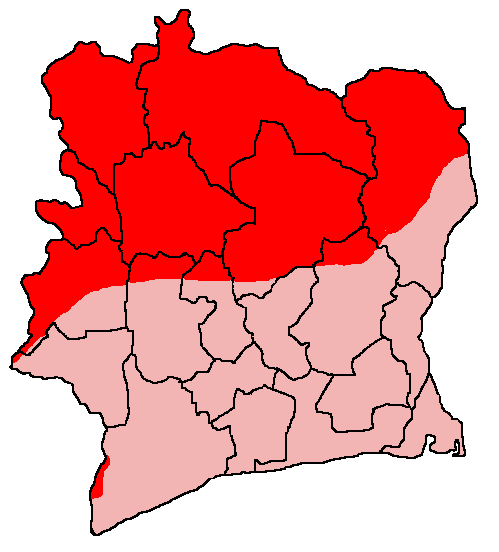
La crise politico-militaire a divisé la Côte d'Ivoire en deux zones : La zone FAFN (rebelle-au nord) et la zone FANCI (État-au sud)

Le Parlement ivoirien a joué un rôle particulier dans la gestion de la crise politico-militaire en Côte d'Ivoire en raison de la participation inachevée du président de l’Assemblée nationale à la table-ronde de Linas-Marcoussis, des activités spécifiques menées en relation avec la gestion de la situation, mais aussi à cause de la controverse observée à la fin de la législature sur la continuation ou non du mandat, en l’absence des élections contrariées par la crise.

### Le Parlement et l'accord de Linas-Marcoussis
Dans l’une des salles du domaine de Bellejame, à Linas-Marcoussis, petite ville située à une trentaine de kilomètres au sud de Paris, siège du Centre national de rugby, s’est tenue une table ronde regroupant divers acteurs politiques ivoiriens et français en vue de la signature d’un accord censé mettre fin à la crise qui secoue le pays depuis la tentative de coup d’État du 19 septembre 2002. 
Le président de l’Assemblée nationale, Mamadou Koulibaly, invité à cette rencontre et présent au démarrage des travaux marque son désaccord de manière spectaculaire en quittant la Table-ronde avant la signature de l’Accord qu’il qualifie de « coup d’État constitutionnel ».
Le président de l’Assemblée nationale désapprouve par la suite les termes de l'accord dans les médias mais également en publiant seul ou avec d'autres auteurs, des ouvrages par lesquels il dénonce notamment le rôle de la France dans la crise militaro-politique en Côte d'Ivoire. 
En dépit de cela, le Parlement ivoirien, a contribué à l'application de l'accord par le vote d'une série de lois.

### Les activités parlementaires durant la crise
En dépit de la désapprobation affichée par le président Mamadou Koulibaly vis-à-vis de l'accord de Marcoussis, l'Assemblée nationale a examiné, durant ses sessions ordinaires et parfois lors de sessions extraordinaires convoquées à cet effet, une série de domaines visés par l’accord. Au total plus d’une douzaine de projets de lois ont été examinés et votés par le Parlement ivoirien. Il s'agit notamment, du projet de loi portant amnistie ; du projet de loi portant modification de la loi no 2002- 003 du 3 janvier 2002 relatif à l’identification des personnes et au séjour des étrangers en Côte d’Ivoire ; du projet de loi portant création, organisation et fonctionnement de la Commission Nationale des Droits de l’Homme en Côte d’Ivoire (CNDH–CI) ; du projet de loi autorisant le Président de la République à ratifier le protocole additionnel A/SP1/6/89 modifiant et complétant les dispositions de l’article 7 du protocole sur la libre circulation des personnes, le droit de résidence et d’établissement signé à Ouagadougou, le 30 juin 1989 ; du projet de loi portant déclaration du Patrimoine  du projet de loi portant modification de l’article 26 de la loi no 98-750 du 23 décembre 1998 relative au Domaine du Foncier Rural ; du projet de loi relatif au financement des Partis Politiques et des campagnes électorales sur fonds publics et abrogeant la loi no 99-694 du 14 décembre 1999 ; du projet de loi modifiant la loi no 2001-634 du 9 octobre 2001 portant composition, organisation, attributions et fonctionnement de la Commission ; du projet de loi portant régime Juridique de la Presse ; du projet de loi fixant le régime juridique de la communication audiovisuelle et abrogeant la loi no 91-1001 du 27 décembre 1991 telle que modifiée par l’ordonnance no 2000-456 du 30 juin 2000 ; du projet de loi modifiant et complétant la loi no 61-415 du 14 décembre 1961 portant code de la nationalité, telle que modifiée par la loi no 72-852 du 21 décembre 1972  et du projet de loi portant dispositions spéciales en matière de naturalisation .

### La controverse de la fin de la10elégislature
Le quinquennat 2000-2005 couvre en Côte d'Ivoire la 1re législature de la Deuxième République mais la fin de ce mandat parlementaire, contrarié par la crise politico-militaire en Côte d'Ivoire, nourrit une controverse animée au double plan national et international. Aux termes de la Constitution ivoirienne, « les pouvoirs de l'Assemblée nationale expirent à la fin de la deuxième session ordinaire de la dernière année de son mandat. Les élections ont lieu vingt jours au moins et cinquante jours au plus avant l'expiration des pouvoirs de l'Assemblée nationale ». Aussi bien la constitution que le code électoral n’ayant pas prévu le cas où l'élection des députés ne se tiendrait pas dans les délais prescrits, le pays a dû faire face à un vide juridique qui a suscité une polémique et des opinions controversées des acteurs locaux et non nationaux.[réf. nécessaire]
Le Conseil de sécurité des Nations unies, dans sa résolution 1633 sur la Côte d'Ivoire, note que le mandat de l’Assemblée nationale prend fin, le 16 décembre 2005 et le Groupe de travail international, tire la conclusion que ce mandat n’a pas à être prorogé. En se prononçant contre la prolongation des mandats parlementaires échus, le 16 décembre 2005, le Groupe de travail international (GTI) a « mis le feu aux poudres » et ouvert un « bras de fer international », selon les observateurs.
Pour protester contre cette prise de position, de nombreux jeunes ont érigé, des barricades en divers points du district d’Abidjan et dans quelques villes de l’intérieur du pays. Les troubles ont entraîné des morts et de nombreux blessés. Le président du Conseil économique et social a même estimé que « la Côte d’Ivoire n’est pas pour le moment gouvernée par Kofi Annan. Ce n’est pas lui qui a élu les députés de Côte d’Ivoire et ce n’est pas lui qui doit mettre fin à leurs fonctions » Les députés, quant à eux, ont, par une déclaration conjointe datée du 12 décembre 2005 des groupes parlementaires FPI, PDCI-RDA, UDPCI et Solidarité, recommandé la prorogation de leur mandat jusqu’aux prochaines élections. 
Le président de la République, Laurent Gbagbo, a sollicité l’avis du Conseil constitutionnel sur le point de savoir si le défaut d’élections, dû à la situation de crise que connaît son pays, entraînait la dissolution et la fin des pouvoirs de l’Assemblée nationale. Le Conseil constitutionnel a émis l'avis que l’Assemblée nationale demeurait en fonction et conservait ses pouvoirs. En définitive, l'Assemblée nationale a continué ses activités.